# 中華民國—哥倫比亞關係
中華民國與哥倫比亞共和國於1941—1980年有官方外交關係，斷交後，於對方首都互設具大使館功能的代表機構，但哥倫比亞駐台機構於2002年關閉。

## 政治

### 外交

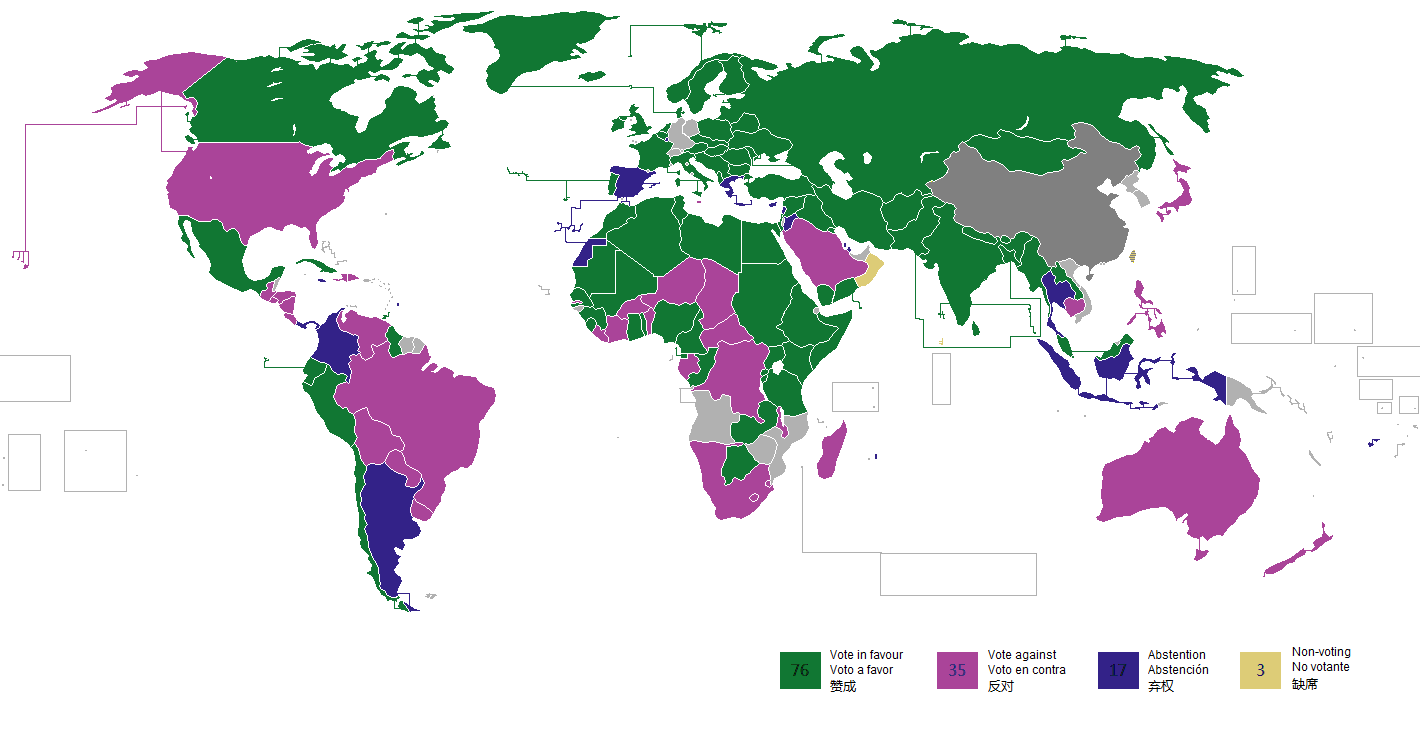
藍色國家表示在1971年的投票中對於中華民國續留聯合國一案棄權，即《聯合國大會2758號決議》，其中包括哥倫比亞。

1941年4月9日，中華民國與哥倫比亞建立公使級外交關係，中華民國派駐公使（先后由駐巴西、古巴大使兼任）。
1947年5月8日，於首都波哥大設立中華民國駐哥倫比亞共和國公使館，11月6日正式運作。哥倫比亞則未設立公使館、派駐公使。
1949年，中華民國政府遷台後，兩國繼續維持邦交。
1961年4月6日，升格為大使級外交關係，公使館升格為中華民國駐哥倫比亞共和國大使館，並派駐大使。
哥倫比亞亦於1961年派駐中華民國大使（多由駐日本大使兼任），後於1966年在首都台北設立哥倫比亞共和國駐中華民國大使館。
1972年3月28日，設立中華民國駐巴蘭幾亞領事館，5月20日正式運作。1979年11月19日，升格為總領事館。
1980年2月8日，哥倫比亞與中華民國斷交。
2013年5月14日，哥倫比亞參議院外交委員會無異議通過支持台灣參與國際民航組織（ICAO）。6月20日，參議院全會通過由外委會友台議員共同聯名支持台灣以觀察員身分參與ICAO案之決議案。該案後由參議院秘書長致函給ICAO秘書長。
2014年3月25日，哥倫比亞參議院全會無異議通過支持台灣以觀察員身分參與聯合國氣候變遷綱要公約（UNFCCC）建議案。2015年11月18日，參議院環境委員會再度通過有關建議案。
2019年5月，數名哥倫比亞參議員致函世界衛生組織呼籲邀請台灣出席世界卫生大会。

#### 人員互訪（1990年至今）
僅列舉部分名單：
中華民國：審計部審計長蘇振平、林慶隆、經濟部政務次長陳瑞隆、中央銀行副總裁許嘉棟、嚴宗大。
哥倫比亞：眾議院議長莫拉雷斯（Norberto Morales Ballesteros）、眾議院第一副議長義圭達（Benjamin Higuita）、參議院第一副議長阿勞賀、歐索麗、參議院第二副議長艾斯賓多拉（Edgar Espindola Niño）、參議院第一委員會主席畢緬多、參議院第二委員會主席蓋拉、參議院外交委員會主席斐烈斯、高梅斯、參議院憲政委員會主席卡藍、4月19日運動（M－19）領導人納瓦洛、保守黨主席高梅斯、自由黨主席桑契斯。

### 代表機構
1980年6月14日，中華民國於哥倫比亞首都波哥大設立具大使館功能的駐哥倫比亞遠東商務辦事處，8月26日，與駐哥倫比亞遠東商務辦事處巴兰基亚分處（Agencia de la Oficina Comercial del Lejano Orente Barranquilla, Colombia）同步對外運作。1990年11月27日，辦事處與分處更名為駐哥倫比亞臺北商務辦事處（Oficina Comercial de Taipei en Bogota, Colombia）、駐哥倫比亞臺北商務辦事處巴蘭幾亞分處（Agencia de la Oficina Comercial de Taipei en Barranquilla, Colombia）。1991年7月1日，駐巴蘭幾亞分處關閉。
1993年5月7日，哥倫比亞貿易推廣局（PROEXPORT）於中華民國首都台北設立類似功能的哥倫比亞駐台北商務辦事處（Oficina comercial de Colombia），但沒有向中華民國政府申請登記為外國駐華機構。2002年12月，因預算經費不足關閉運作。

## 經濟

### 貿易
經濟部國際貿易署在首都波哥大設立駐哥倫比亞代表處經濟組。
| 年分 | 貿易總額    | 貿易總額 | 貿易總額 | 出口至哥倫比亞 | 出口至哥倫比亞 | 出口至哥倫比亞 | 自哥倫比亞進口 | 自哥倫比亞進口 | 自哥倫比亞進口 | 順逆差  |
| 年分 | 金額        | 年增減   | 排名     | 金額           | 年增減         | 排名           | 金額           | 年增減         | 排名           | 順逆差  |
| ---- | ----------- | -------- | -------- | -------------- | -------------- | -------------- | -------------- | -------------- | -------------- | ------- |
| 2017 | 449,038,697 | ▲11.4%   | 57       | 323,055,502    | ▼8.8%          | 46             | 125,983,195    | ▲157.4%        | 59             | 順差▼   |
| 2018 | 450,041,508 | ▲0.2%    | 56       | 339,308,917    | ▲5.0%          | 46             | 110,732,591    | ▼12.1%         | 64             | 順差▲   |
| 2019 | 418,619,473 | ▼7.0%    | 55       | 301,213,891    | ▼11.2%         | 46             | 117,405,582    | ▲6.0%          | 59             | 順差▼   |
| 2020 | 342,455,791 | ▼18.2%   | 59       | 257,130,646    | ▼14.6%         | 45             | 85,325,145     | ▼27.3%         | 69             | 順差▼   |
| 2021 | 491,736,356 | ▲43.6%   | 57       | 375,700,069    | ▲46.1%         | 45             | 116,036,287    | ▲36.0%         | 72             | 順差▲   |
| 2022 | 513,101,217 | ▲4.3%    | 59       | 363,204,053    | ▼3.3%          | 47             | 149,897,164    | ▲29.2%         | 65             | 順差▼   |
| 2023 | 544,692,017 | ▲6.2%    | 52       | 248,237,636    | ▼31.7%         | 49             | 296,454,381    | ▲97.8%         | 52             | 逆差 -- |
| 2024 | 587,531,122 | ▲7.9%    | 50       | 233,203,972    | ▼6.1%          | 47             | 354,327,150    | ▲19.5%         | 47             | 逆差▲   |

2023年的兩國貿易項目如下：
出口至哥倫比亞的前10大項目為：聚縮醛、环氧树脂、醇酸樹脂、聚碳酸酯、聚丙烯酯與其他聚酯、聚醚；苯乙烯之聚合物；車輛之零件與附件；不鏽鋼扁軋製品；診斷或實驗用有底襯之試劑或配製試劑，以及檢定參照物；空氣泵或真空泵、空氣或其他氣體压缩机與风扇；非動力之兩輪與其他自行車；合成纖維絲紗梭织物；多元羧酸及其酐、鹵化物、过氧化物與过氧酸，其鹵化、磺化、硝化或亞硝化衍生物；自行車或機動車輛用之電氣照明或信號設備、擋風板刮刷器、去霜或去霧器等。
自哥倫比亞進口的前10大項目為：煤、煤磚、煤球與煤製類似固體燃料；咖啡、咖啡荳殼與荳皮、含咖啡成分之代替品；合金鐵；咖啡、茶或馬黛茶之萃取物、浓缩物或為主要成分之調製品，焙製菊苣與其他焙製咖啡代用品之萃取物、濃縮物；殺蟲劑、殺鼠劑、殺菌劑、消毒劑、除草剂、抑芽劑、植物生長調節劑與類似產品；铝廢料與碎屑；花束用或裝飾用之切花與花蕾；寶石（不包括钻石）與次寶石；不帶毛之牛、馬類動物鞣制皮革或胚皮革；铜廢料與碎屑等。

### 投資
臺商對哥倫比亞的總投資金額在不同機構的統計有所差異，截至2023年，根據中華民國經濟部投資審議司統計約670萬美元；哥倫比亞中央銀行統計約800萬美元；駐哥倫比亞代表處經濟組統計約1億美元。
臺商主要投資產業：制造业主要分布在首都波哥大、第2大城麦德林、第3大城卡利，以及與委內瑞拉邊境的库库塔等地。經營行業涵蓋酱油、調味醬等食品製造，以及食用菇種栽培、藤製家具、臺式糕點、機車組裝、塑料製品產銷等。服務業多集中於波哥大與附近區域，包括电子计算机與周邊設備經銷、系統建置維護，以及海運服務、監視保全設備、電工與電子器材、LED照明設備與系統、汽車零配件與零組件、房地产、傳統中式餐飲、手摇饮料連鎖店、咖啡外銷、禮品、窗簾、賭場、文件翻译、語言教學、工商法律顧問等。哥倫比亞臺灣商會於2006年成立於波哥大，現有會員廠商25家，在當地的臺商約200多人。
前往投資或成立銷售據點的臺商主要有：華碩、宏碁、微星科技、研華科技、威剛科技、晶睿通訊、宏正自動科技、光陽工業、三陽工業、長榮海運、陽明海運等，日出茶太、清茶達人皆由哥倫比亞控股集團正式引進。其中2022年筆記型電腦品牌的市場佔有率（市佔率），以華碩的（ASUS）排名第1；2022年機車組裝零組件的市佔率6%，在機車品牌中，光陽工業（KYMCO）2023年排名第9，市佔率0.9%，三陽工業（SYM）成立子公司並設有組裝廠。
根據中華民國經濟部投資審議司統計，截至2023年，哥倫比亞在臺灣總投資金額為65萬美元，計有14件。

### 會展
目前舉辦的有：臺哥經濟合作聯席會議，自2004年舉辦第1屆，至2019年已舉辦第4屆。
2019年6月，哥倫比亞參加臺北國際食品展，是首次以國家館形式參展，推銷該國咖啡、印加果油等產品。

## 交流

### 僑民
旅居哥倫比亞的臺僑約400多人，大多集中在首都波哥大，以及第3大城卡利與第4大城巴蘭幾亞。
2002年6月15日，全僑民主和平聯盟哥倫比亞支盟在波哥大舉行成立大會。

### 援助
2010年，財團法人國際合作發展基金會（國合會）與美國慈善組織合作「哥倫比亞索阿查省土石流災害防治計畫」。
2013年，協助哥倫比亞弱勢婦女電腦職業訓練、改善貧困鄉村學童文具及育樂設備、因公殘障警察人員醫護設備等計畫。

## 協定
| 日期           | 簽署                                                                                   | 備註         |
| -------------- | -------------------------------------------------------------------------------------- | ------------ |
| 1964年6月20日  | 《中華民國與哥倫比亞共和國貿易協定》                                                   | 以下簡稱中哥 |
| 1964年7月10日  | 《中哥友好暨文化關係條約》                                                             |              |
| 1976年4月12日  | 《中哥水產養殖技術合作協定》                                                           | [ 註 2 ]     |
| 1979年3月30日  | 《中華民國臺灣省政府與哥倫比亞京畿省政府農業技術合作合約》                             |              |
| 1979年7月2日   | 《中哥竹工藝技術合作協定》                                                             |              |
| 1994年5月      | 《中華民國對外貿易發展協會與哥倫比亞對外貿易部合作協議書》                             | [ 6 ]        |
| 1996年6月      | 《臺澎金馬個別關稅領域與哥倫比亞共和國就哥倫比亞共和國加入世界貿易組織雙邊談判議定書》 | [ 6 ]        |
| 2002年         | 《中華民國對外貿易發展協會與波哥大商會合作備忘錄》                                     |              |
| 2013年2月4日   | 《中華民國對外貿易發展協會與波哥大國際會議展覽中心合作備忘錄》                         |              |
| 2015年6月23日  | 《臺灣公平交易委員會與哥倫比亞共和國工商總署關於競爭法適用瞭解備忘錄》                 |              |
| 2015年7月28日  | 《中華民國對外貿易發展協會與麥德林市長廣場會議展覽中心合作備忘錄》                     |              |
| 2016年5月4日   | 《中華民國對外貿易發展協會與哥倫比亞電子商務商會合作備忘錄》                           |              |
| 2017年9月13日  | 《臺灣區塑膠製品工業同業公會與哥倫比亞塑膠產業協會合作瞭解備忘錄》                     | [ 39 ]       |
| 2019年6月18日  | 《臺灣創意設計中心與波哥大商會創意及設計合作瞭解備忘錄》                               |              |
| 2021年3月25日  | 《台北市電腦商業同業公會與哥倫比亞軟體暨資訊科技聯盟智慧城市暨城鄉發展合作備忘錄》     |              |
| 2023年10月11日 | 《台北市全球智慧城市聯盟與波哥大基金會合作瞭解備忘錄》                                 |              |

## 簽證

持中華民國護照的中華民國國民簽證要求分布圖：入境哥倫比亞需要簽證。

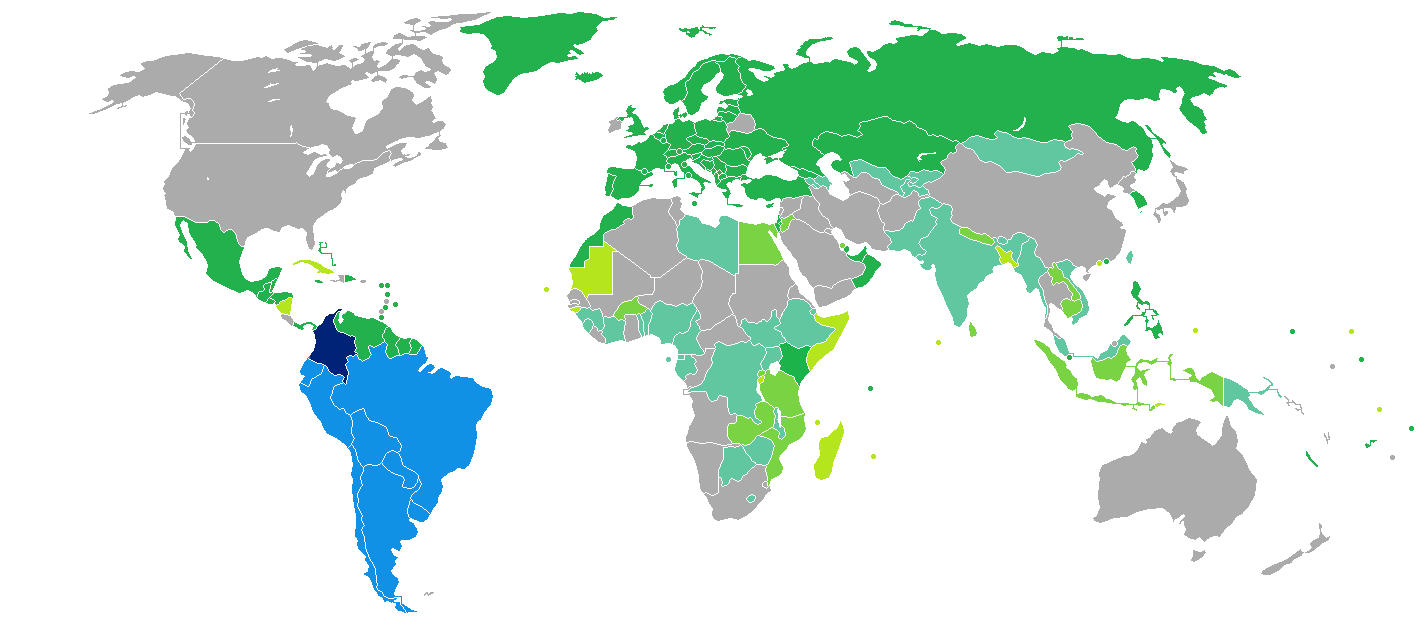
持哥倫比亞護照的哥倫比亞國民簽證要求分布圖：入境中華民國可以電子簽證。

持有中華民國護照的中華民國國民前往哥倫比亞短期觀光或洽商，若持有效之《申根公约》成員國居留證或美國居留證、或最少180天效期之美國簽證（ESTA不適用）或申根簽證其中之一，可以免簽證入境停留90天，到期前可赴哥倫比亞移民局申請延期，一年內最多可停留180天。若無前述居留證或簽證，可事先於哥倫比亞外交部網頁申請「V」類別（visitante，訪客）簽證；搭乘國際線航班經哥倫比亞首都波哥大不入境轉往其他國家無須申辦簽證，經波哥大轉往其國內城市須申辦簽證，符合免簽證者則無需申辦。
持有哥倫比亞護照的哥倫比亞國民，若持有效之《申根公約》成員國居留證或美國居留證、或最少180天效期之美國簽證（ESTA不適用）或申根簽證，可以電子簽證入境中華民國，停留最多30天並不得延期，免簽證費。

## 交通

### 航空

#### 客運
兩國無直航班機，可經由（不計航點遠近，截至2023年7月2日）：
- 臺北→伊斯坦堡、倫敦、巴黎、法蘭克福、阿姆斯特丹、紐約、洛杉磯、休士頓、多倫多，再轉機前往哥倫比亞的國際機場（英语：List of airports in Colombia）。[44]

### 駕車
持有中華民國國際駕駛執照可在哥倫比亞駕車6個月，若長期居留則須申辦該國駕駛執照。

## 外部連結
- 中華民國外交部－哥倫比亞共和國簡介 （页面存档备份，存于）
- 駐哥倫比亞台北商務辦事處（Facebook、Twitter）
- 外交部領事事務局－國外旅遊警示分級表
- 中華民國衛生福利部－國際旅遊疫情建議等級
- 中華民國國際經濟合作協會 （页面存档备份，存于）